# كاني سرخ (أشنوية)
كاني سرخ هي قرية في مقاطعة أشنوية، إيران. عدد سكان هذه القرية هو 419 في سنة 2006.